# 烏盧巴特湖
40°10′N 28°35′E / 40.167°N 28.583°E

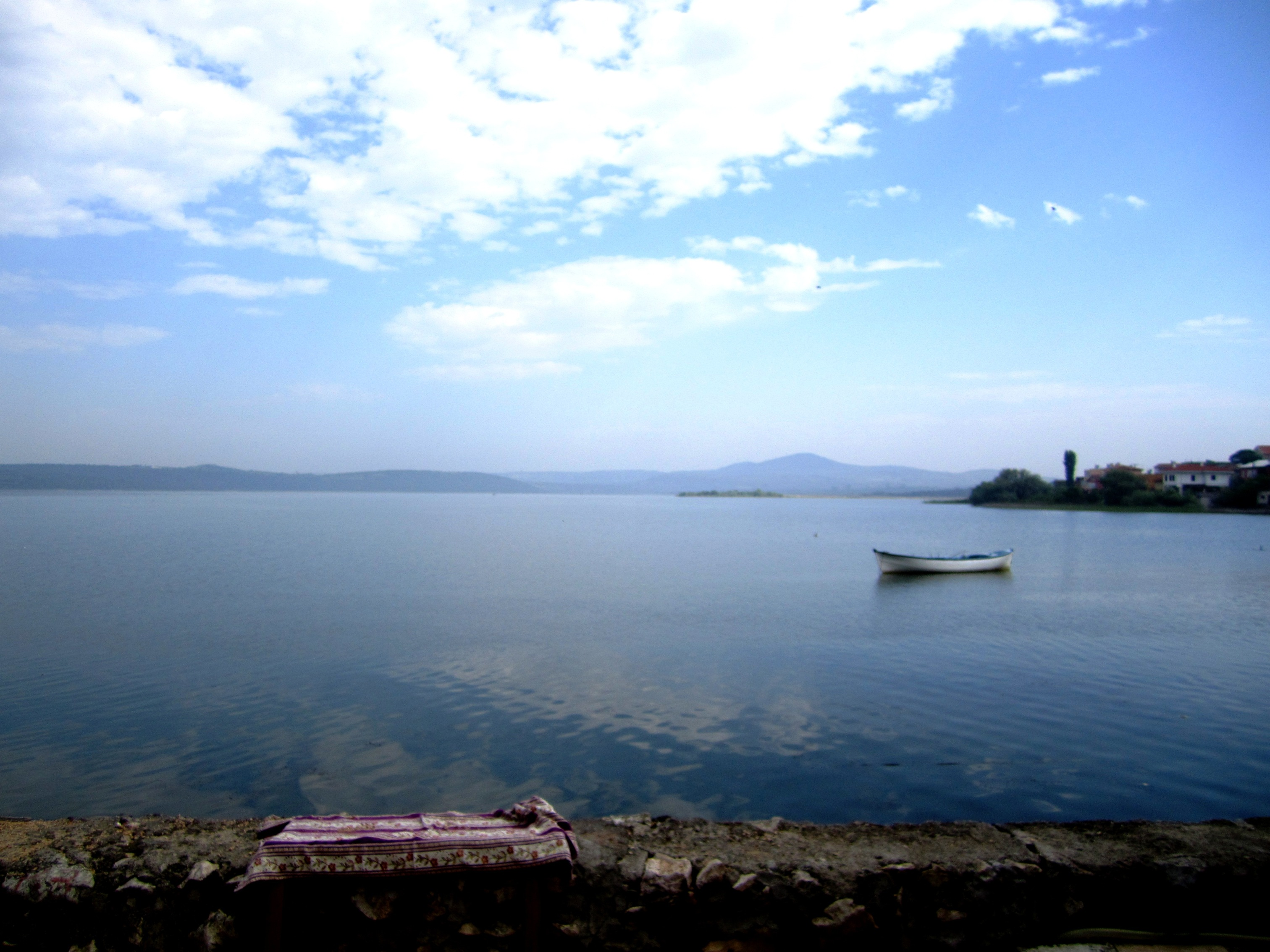
烏盧巴特湖

烏盧巴特湖（土耳其語：Uluabat Gölü）是土耳其的湖泊，位於該國西部，毗鄰布爾薩，由布爾薩省負責管轄，面積150平方公里，海拔高度9米，平均水深3米，最大水深4米，湖中有8座島嶼。